# Wereldkampioenschappen schoonspringen 2024
De wereldkampioenschappen schoonspringen 2024 werden van 2 tot en met 10 februari 2024 gehouden in het Hamad Aquatic Centre in Doha, Qatar. Het toernooi was onderdeel van de wereldkampioenschappen zwemsporten 2024.

## Medailles

### Mannen
| Onderdeel   | Goud                           | Goud        | Zilver                                      | Zilver      | Brons                                  | Brons       |
| Individueel | Individueel                    | Individueel | Individueel                                 | Individueel | Individueel                            | Individueel |
| ----------- | ------------------------------ | ----------- | ------------------------------------------- | ----------- | -------------------------------------- | ----------- |
| 1 m plank   | Osmar Olvera Mexico            | 431,75      | Li Shixin Australië                         | 395,70      | Ross Haslam Verenigd Koninkrijk        | 393,10      |
| 3 m plank   | Wang Zongyuan China            | 538,70      | Xie Siyi China                              | 516,10      | Osmar Olvera Mexico                    | 498,40      |
| 10 m toren  | Yang Hao China                 | 564,05      | Cao Yuan China                              | 553,20      | Oleksiy Sereda Oekraïne                | 528,65      |
| Synchroon   |                                |             |                                             |             |                                        |             |
| 3 m plank   | China Long Daoyi Wang Zongyuan | 442,41      | Italië Lorenzo Marsaglia Giovanni Tocci     | 384,24      | Spanje Adrián Abadía Nicolás García    | 383,28      |
| 10 m toren  | China Lian Junjie Yang Hao     | 422,57      | Verenigd Koninkrijk Tom Daley Noah Williams | 422,57      | Oekraïne Kirill Boliukh Oleksiy Sereda | 406,47      |

### Vrouwen
| Onderdeel   | Goud                          | Goud        | Zilver                                   | Zilver      | Brons                                                      | Brons       |
| Individueel | Individueel                   | Individueel | Individueel                              | Individueel | Individueel                                                | Individueel |
| ----------- | ----------------------------- | ----------- | ---------------------------------------- | ----------- | ---------------------------------------------------------- | ----------- |
| 1 m plank   | Alysha Koloi Australië        | 260,50      | Grace Reid Verenigd Koninkrijk           | 257,25      | Maha Amer Egypte                                           | 257,15      |
| 3 m plank   | Chang Yani China              | 354,75      | Chen Yiwen China                         | 336,60      | Kim Su-ji Zuid-Korea                                       | 311,25      |
| 10 m toren  | Quan Hongchan China           | 436,25      | Chen Yuxi China                          | 427,80      | Andrea Spendolini-Sirieix Verenigd Koninkrijk              | 377,10      |
| Synchroon   |                               |             |                                          |             |                                                            |             |
| 3 m plank   | China Chang Yani Chen Yiwen   | 323,43      | Australië Maddison Keeney Anabelle Smith | 300,45      | Verenigd Koninkrijk Yasmin Harper Scarlett Mew Jensen      | 281,70      |
| 10 m toren  | China Chen Yuxi Quan Hongchan | 362,22      | Noord-Korea Jo Jin-mi Kim Mi-rae         | 320,70      | Verenigd Koninkrijk Andrea Spendolini-Sirieix Lois Toulson | 299,34      |

### Gemengd
| Onderdeel       | Goud                                                                                          | Goud   | Zilver                                                             | Zilver | Brons                                                             | Brons  |
| --------------- | --------------------------------------------------------------------------------------------- | ------ | ------------------------------------------------------------------ | ------ | ----------------------------------------------------------------- | ------ |
| 3 m plank       | Australië Domonic Bedggood Maddison Keeney                                                    | 300,93 | Italië Matteo Santoro Chiara Pellacani                             | 287,49 | Zuid-Korea Yi Jae-gyeong Kim Su-ji                                | 285,03 |
| 10 m toren      | China Huang Jianjie Zhang Jiaqi                                                               | 353,82 | Noord-Korea Im Yong-myong Jo Jin-mi                                | 303,96 | Mexico Kevin Berlín Alejandra Estudillo                           | 296,13 |
| Landenwedstrijd | Verenigd Koninkrijk Tom Daley Scarlett Mew Jensen Daniel Goodfellow Andrea Spendolini-Sirieix | 421,65 | Mexico Gabriela Agúndez Jahir Ocampo Randal Willars Aranza Vázquez | 412,80 | Australië Cassiel Rousseau Maddison Keeney Nikita Hains Li Shixin | 385,35 |

### Medaillespiegel
| Plaats | Land                | Goud | Zilver | Brons | Totaal |
| 1      | China               | 9    | 4      | 0     | 13     |
| 2      | Australië           | 2    | 2      | 1     | 5      |
| 3      | Verenigd Koninkrijk | 1    | 2      | 4     | 7      |
| 4      | Mexico              | 1    | 1      | 2     | 4      |
| 5      | Italië              | 0    | 2      | 0     | 2      |
| 5      | Noord-Korea         | 0    | 2      | 0     | 2      |
| 7      | Zuid-Korea          | 0    | 0      | 2     | 2      |
| 7      | Oekraïne            | 0    | 0      | 2     | 2      |
| 9      | Egypte              | 0    | 0      | 1     | 1      |
| 9      | Spanje              | 0    | 0      | 1     | 1      |
| Totaal | Totaal              | 13   | 13     | 13    | 39     |